# Cookie Clicker
Cookie Clicker — поетапна гра 2013 року, створена французьким програмістом Жюльєном «Ортеєм» Тієно. Спочатку користувач натискає велике печиво на екрані, заробляючи одне печиво за клік. Потім вони можуть використовувати зароблене печиво для придбання активів, таких як «курсори» та інші «будівлі», які автоматично створюють печиво. Також доступні оновлення, які можуть підвищити ефективність кліків і будівель, серед багатьох інших механізмів, які дозволяють користувачеві заробляти печиво різними способами. У грі відсутня умовна кінцівка. 
У гри є спеціальна база шанувальників. Хоча оригінальну версію було закодовано за одну ніч, Cookie Clicker регулярно оновлюється. Його широко описують як звикання, і йому приписують роль у появі неактивних ігор. 

## Ігровий процес
Спочатку гравець натискає на велике печиво, заробляючи одне печиво за клік. За допомогою цього печива гравець може купувати додаткові засоби виробництва, такі як курсори, бабусі, ферми, шахти, фабрики, банки, храми тощо, які автоматично генерують печиво. Ціни зростають експоненціально, при цьому кожен актив коштує на 15% дорожче, ніж останній придбаний актив того ж типу. Гравець також може придбати оновлення, щоб збільшити виробництво печива для цих будівель. Золоте печиво, маленьке печиво, яке з’являється у випадкових місцях і зникає через кілька секунд, з’являється періодично та надає такі ефекти, як тимчасове збільшення швидкості виробництва, якщо натиснути на нього, перш ніж вони зникнуть.
Заробивши певну кількість печива, гравець може «піднятися», втрачаючи свій прогрес, але заробляючи небесні фішки та рівні престижу. Рівні престижу додають постійний приріст (+1% за рівень) до швидкості виробництва печива в майбутніх проходженнях, тоді як небесні фішки можна витратити на широкий спектр покращень престижу. Однак кількість печива, необхідну для розблокування наступного рівня престижу, зростає пропорційно кубу рівня, і стає важчою для досягнення, оскільки їх стає більше. Інші ігрові механіки включають «зморшкуватиків» (дивовижні звірі, які зменшують виробництво печива, але їх можна знищити, клацнувши їх, повертаючи все печиво, яке воно переварило з відсотком), Крумблора, Дракона з печива, міні-ігри та шматочки цукру (що потребують 24 годин об’єднуються та використовуються для підвищення рівня будівель і збільшення їх продуктивності). Досягнення можна отримати, виконуючи різні завдання чи цілі, як-от досягнення певної загальної кількості виробленого печива, володіння певною кількістю будівель певного типу або натискання певної кількості золотого печива. Після досягнення певної кількості досягнень гравець відкриває різні смаки молока, які з’являються під печивом. Завдяки покращенням «кошеня» гравець отримує додаткову продуктивність залежно від своїх загальних досягнень. Крім того, під час відповідних свят відбуваються сезонні події, які забезпечують більше оновлень і печива для розблокування.
У грі є геометричне або експоненціальне зростання: гравець починає з випікання окремого печива, але може швидко досягти мільярда печива  і зрештою досягти дуодецильйона(1039) печива або більше. Хоча гра не має чіткого кінця,  вона має понад п’ятсот досягнень,  і користувачі можуть прагнути досягти визначної кількості печива. 

## Розвиток
Julien Thiennot, також відомий як Orteil, створив Cookie Clicker 8 серпня 2013 року. Написана за один вечір, гра була опублікована за посиланням на 4chan і за кілька годин зібрала 50 000 гравців.  Через місяць після першого випуску гри її відвідували понад 200 000 гравців на день.  Пізніше Ортейл написав, що трафік досяг піку в 1,5 мільйона переглядів за один день у серпні 2013 року, а до січня 2014 року Cookie Clicker все ще отримував стабільні 225 000 звернень на день.  З моменту релізу гра постійно оновлювалася, зокрема «застаріле» оновлення в лютому 2016 року та «духовне» оновлення в липні 2017 року  25 жовтня 2018 року Ортейл запустив сторінку гри на Patreon з наміром розробити Cookie Clicker та інші ігри Dashnet, які стануть штатною роботою.  8 серпня 2019 року після тривалої затримки була випущена мобільна бета-версія Cookie Clicker для пристроїв Android. 
Cookie Clicker схожий на Cow Clicker, раніше існуючу неактивну гру, створену Яном Богостом. Bogost назвав Cookie Clicker «логічним завершенням Cow Clicker».  Пізніше Orteil випустив інші неактивні ігри, такі як: Idle Game Maker, інструмент, який дозволяє створювати налаштовані неактивні ігри без знання програмування;  AdventureQuest Dragons, мобільна гра, створена спільно з Artix Entertainment; і NeverEnding Legacy.

### Випуск Steam
8 серпня 2021 року Ортейл оголосив у Twitter про випуск Cookie Clicker у Steam із запланованою датою випуску 1 вересня 2021 року  Гра була випущена в Steam у початково оголошену дату випуску.  Реліз також містив саундтрек, написаний C418.   Незабаром після випуску вона охопила понад 60 000 одночасних гравців, увійшовши до 15 найкращих ігор Steam на той час. 

## Аналіз

### Вплив на неактивні ігри
У статті IGN Cookie Clicker названо однією з небагатьох ігор, які зіграли важливу роль у становленні жанру неактивних ігор (також званих інкрементними іграми).  Стаття в The Kernel описує її як «імовірно, найвідомішу» гру в жанрі. 
У випуску Digital Culture & Society Паоло Руффіно зазначає, що гра «має бути пародією на FarmVille » (популярна гра, у яку, за словами Руффіно, можна легко грати за допомогою алгоритму, оскільки оптимальна дія завжди очевидна), але що це «однаково звикання». Таким чином, гра «досліджує відсутність людської волі».  Ян Богост, творець Cow Clicker, так само зазначає, що « Cookie Clicker — це не гра для людини, а гра для комп’ютера, у яку людина дивиться (або не дивиться)».  Рецензенти стверджують, що Cookie Clicker викликає звикання  , а його фанбаза була описана як «нав'язлива»  і «майже культова».  Ройзін Кіберд зазначає, що шанувальники гри зазначили, що гра в гру шкідлива для навколишнього середовища (через те, що комп’ютери залишаються ввімкненими цілодобово) і спричиняє зниження ефективності роботи. 
Однак, через їхню глузливо просту механіку, багато хто вважає неактивні ігри відносно простими або, як зазначено в статті IGN, «наддурними».  Такі ігри, як Cookie Clicker, використали це поєднання простоти та складності, щоб створити новий жанр, який деякі навіть не вважають іграми. Сам Ортей описував свої роботи як «неігри». 

### Теми
Гра містить темний гумор у назвах та описах деяких її оновлень, досягнень або механік, і загалом має теми антиутопії, космічного жаху та апокаліпсису. Приклади включають досягнення під назвою «Глобальне потепління» (за наявності 100 заводів), стрічку новин із написом «Нова релігія, заснована на печиві, охопила націю». і «Grandmapocalypse», в якому «екран стає розплавлено-червоним, а центральне печиво атакують «зморшкуваті»», і мається на увазі, що світ загалом був захоплений розумом вулика мутованих бабусь. 
GameRevolution прокоментував, що гра містить «надприродні темні повороти, які ставлять під сумнів мораль користувача», посилаючись на те, як гравець може вибрати поневолення бабусь для виробництва печива. 
У The Kernel Кіберд вважає, що гра є «притчею про те, як капіталізм сам себе знищить». Кіберд припускає, що Cookie Clicker «обтяжує [концепцію веселощів] ідеями про успіх, досягнення та продуктивність» і «використовує власну форму як критику більших структур очікування та винагороди». 

## Рецепція
Джастін Девіс з IGN описує Cookie Clicker як «найкращу неактивну гру» та каже, що вона «ймовірно досягає найкращого балансу сил, [...] так що на кожному кроці ви відчуваєте, ніби летите, генеруючи стільки файлів cookie швидше, ніж ви були раніше. Але ви все одно не можете дочекатися, поки наступна важлива віха нарешті досягне».  Boing Boing оцінив Cookie Clicker як «браузерну гру, яка викликає сильну залежність».  В бідеса >1к годин в стімі.  Polygon описав гру як «інтригуючу», а її фан-базу — як «нав’язливу».  Destructoid підкреслює, що він «зосереджений навколо гонитви та накопичення величезних багатств», забезпечуючи гравцям « ілюзію прогресу без будь-якого істотного прогресу насправді».  Академічна робота, опублікована University of Minnesota Press, проаналізувала Cookie Clicker як об’єкт нового медіа-мистецтва, який руйнує «експериментальну непрозорість цифрових медіа» та змушує людину, яка це відчуває, «зіткнутися з вираженням цифрового історичного досвіду». : широкий сенс екзистенціального позбавлення прав, що характеризує так багато досвіду сучасних технологій».  Себастьян Детердінг, професор проектування в Імперському коледжі Лондона , визнає, що гра існує на одному рівні як пародія та висміювання Farmville та EverQuest  :200але сказав, що гра виходить за межі цього, залучаючись до гейміфікації прогресу, дозволяючи гравцям «продовжувати одну «дурну» гонитву протягом сотень годин [займаючись] справжньою, саморегульованою навичкою»,  :204і що її гравці можуть і грають у неї «з просвітленої екзистенціальної злоби», можливо, включно з автором, який визнає, що випікає восьмильйони печива протягом тисяч годин ігрового процесу, «на порядок більше часу... ніж будь-яка інша відеогра в моєму життя».  :206